# Puspanegara
Puspanegara is een bestuurslaag in het regentschap Bogor van de provincie West-Java, Indonesië. Puspanegara telt 19.334 inwoners (volkstelling 2010).